# Highland (Wisconsin)
Highland ist eine Gemeinde (mit dem Status „Village“) im Iowa County im US-amerikanischen Bundesstaat Wisconsin. Im Jahr 2010 hatte Highland 842 Einwohner.
Highland ist Bestandteil der Metropolregion Madison.

## Geografie
Highland liegt im Südwesten Wisconsins. Der am Mississippi gelegene Schnittpunkt der drei Bundesstaaten Minnesota, Iowa und Wisconsin befindet sich 116 km nordwestlich. Nach Illinois sind es 67 km in südlicher Richtung.
Die geografischen Koordinaten von Highland sind 43°02′47″ nördlicher Breite und 90°22′45″ westlicher Länge. Das Gemeindegebiet erstreckt sich über eine Fläche von 2,9 km². Der Ort ist vollständig von der Town of Highland umgeben, ohne dieser anzugehören.
Nachbarorte von Highland sind Avoca (18,8 km nordnordöstlich), Cobb (11,6 km südsüdöstlich) und Montfort (11,4 km südwestlich).
Die nächstgelegenen größeren Städte sind La Crosse (134 km nordwestlich), Green Bay (313 km nordöstlich), Wisconsins Hauptstadt Madison (97 km östlich), Rockford in Illinois (167 km südöstlich), die Quad Cities in Iowa und Illinois (190 km südlich) und Cedar Rapids in Iowa (192 km südwestlich).

## Verkehr
Der Wisconsin State Highway 80 führt als Hauptstraße durch das Zentrum von Highland. Alle weiteren Straßen sind untergeordnete Landstraßen, teils unbefestigte Fahrwege sowie innerörtliche Verbindungsstraßen.
Die nächsten Flughäfen sind der La Crosse Regional Airport (145 km nordwestlich), der Dubuque Regional Airport in Dubuque, Iowa (88,8 km südsüdwestlich) und der Dane County Regional Airport in Wisconsins Hauptstadt Madison (108 km östlich).

## Bevölkerung
Nach der Volkszählung im Jahr 2010 lebten in Highland 842 Menschen in 351 Haushalten. Die Bevölkerungsdichte betrug 290,3 Einwohner pro Quadratkilometer. In den 351 Haushalten lebten statistisch je 2,39 Personen.
Ethnisch betrachtet setzte sich die Bevölkerung zusammen aus 97,6 Prozent Weißen, 0,4 Prozent Afroamerikanern, 0,7 Prozent amerikanischen Ureinwohnern sowie 0,1 Prozent Asiaten; 1,2 Prozent stammten von zwei oder mehr Ethnien ab. Unabhängig von der ethnischen Zugehörigkeit waren 1,0 Prozent der Bevölkerung spanischer oder lateinamerikanischer Abstammung.
23,3 Prozent der Bevölkerung waren unter 18 Jahre alt, 60,4 Prozent waren zwischen 18 und 64 und 16,3 Prozent waren 65 Jahre oder älter. 49,0 Prozent der Bevölkerung war weiblich.
Das mittlere jährliche Einkommen eines Haushalts lag bei 43.977 USD. Das Pro-Kopf-Einkommen betrug 20.386 USD. 17,6 Prozent der Einwohner lebten unterhalb der Armutsgrenze.